# Captain Beefheart
Captain Beefheart, artistnamn för Don Van Vliet (döpt Don Glen Vliet), född 15 januari 1941 i Glendale, Kalifornien, död 17 december 2010 i Arcata, Humboldt County, Kalifornien, var en amerikansk musiker, sångare, kompositör och konstnär. 
Captain Beefheart var en amerikansk musiker och konstnär vars musik trotsar de flesta konventioner, framför allt på skivorna Trout Mask Replica och Lick My Decals Off, Baby. Personer som hör dem första gången tycker ofta att det bara är en enda kakofoni, "oljud", men vid upprepad lyssning upptäcker man plötsligt komplexa rytmer och mönster. Beefhearts musik kräver mycket av lyssnaren.

## Biografi
Don Vliet föddes i Kalifornien och ägnade sig åt konst från unga år – han ansågs vara ett underbarn. Vliet började kalla sig Don van Vliet och blev vän med Frank Zappa i tonåren, och det var under denna period som Vliet fick namnet Captain Beefheart efter en film de planerade att göra ihop, med titeln Captain Beefheart Meets the Grunt People. Beefheart och Zappa samarbetade på en del projekt, och gjorde 1975 skivan Bongo Fury tillsammans.
År 1964 bildade Vliet The Magic Band, och gav ut sin första LP år 1967, Safe as Milk. Men det var i och med Trout Mask Replica år 1969 som van Vliet verkligen bröt ny mark. Till vackra absurda texter springer noterna från instrumenten fram som i kalabalik, men allting är komponerat och minutiöst planerat.
Grain grows rainbows up straw hill
Breaks my heart to see the highway cross the hill
Man lived a million years and still he kills
The black paper between the mirror breaks my heart"
(ur Steal Softly thru Snow)
Efter omkring två decennier i rockbranschen hade van Vliet tröttnat på att inte få den uppmärksamhet han tyckte att han förtjänade, och slutade plötsligt turnera och ge ut skivor i början av 1980-talet. Han drog sig helt tillbaka från offentligheten och började ägna sig åt sin konst, framför allt måleri. Han har haft ett antal utställningar, bland annat i Sverige.
Captain Beefheart avled 17 december 2010 av komplikationer i samband med multipel skleros.

## Diskografi i urval

### Studioalbum
- 1967 – Safe as Milk
- 1968 – Strictly Personal
- 1969 – Trout Mask Replica
- 1970 – Lick My Decals Off, Baby
- 1970 – Mirror Man
- 1972 – The Spotlight Kid
- 1972 – Clear Spot
- 1974 – Unconditionally Guaranteed
- 1974 – Bluejeans & Moonbeams
- 1978 – Shiny Beast (Bat Chain Puller)
- 1980 – Doc at the Radar Station
- 1982 – Ice Cream for Crow
- 2012 – Bat Chain Puller

### Livealbum
- 1994 – London 1974
- 2000 – I'm Going to Do What I Wanna Do: Live at My Father's Place 1978
- 2006 – Live London '74

### EP
- 1984 – The Legendary A&M Sessions

### Singlar
- 1967 – "Yellow Brick Road" / "Abba Zaba"
- 1968 – "Moonchild" / "Who Do You Think You're Fooling"
- 1970 – "Sure 'Nuff 'N Yes I Do" / "Yellow Brick Road"
- 1970 – "Zig Zag Wanderer" / "Abba Zaba"
- 1970 – "Pachuco Cadaver" / "Wild Life"
- 1972 – "Too Much Time" / "My Head is My Only House Unless it Rains"
- 1974 – "Upon The My-O-My" / "Magic Be"
- 1978 – "Sure 'Nuff 'N Yes I Do" / "Electricity"
- 1978 – "Hard Workin' Man" / "Coke Machine" (Jack Nitzsche med Captain Beefheart)
- 1982 – "Ice Cream For Crow" / "Light Reflected Off The Oceands Of The Moon"

### Samarbeten med Frank Zappa
- 1969 – Hot Rats
- 1975 – One Size Fits All
- 1975 – Bongo Fury [13]
- 1976 – Zoot Allures
- 1996 – The Lost Episodes